# Капитан-Прат (провинция)
Провинция Капитан-Прат  (исп. Provincia de Capitán Prat) — провинция в Чили в составе области Айсен-дель-Хенераль-Карлос-Ибаньес-дель-Кампо. 
Включает в себя 3 коммуны.
Территория — 37 045 км². Население — 4638 человек (2017). Плотность населения — 0.13 чел./км².
Административный центр — Кочране.

## География
Провинция расположена на юге области Айсен-дель-Хенераль-Карлос-Ибаньес-дель-Кампо.
Провинция граничит:
- на севере — провинции Айсен и Хенераль-Каррера
- на востоке — провинция Санта-Крус (Аргентина)
- на юге — провинция Ультима-Эсперанса
- на западе — Тихий океан

## Административное деление
Провинция включает в себя 3 коммуны:
- Кочране. Админ.центр — Кочране.
- О'Хиггинс. Админ.центр — О'Хиггинс.
- Тортель. Админ.центр — Тортель.